# Affaire Thierry Devé-Oglou
L'affaire Thierry Devé-Oglou est une affaire criminelle française. Le 25 novembre 2007, après avoir tenté de la violer, Thierry Devé-Oglou tue en la poignardant Anne-Lorraine Schmitt. Le père de cette dernière s'engage publiquement pour faire condamner l'auteur du crime et milite auprès de l'opinion publique et du monde politique pour le durcissement de la liberté conditionnelle. L'affaire survient dans une période où Nicolas Sarkozy, alors président de la République, promeut une politique pénale plus répressive. L'Assemblée nationale est alors en plein débat sur l'évolution des lois concernées. L'affaire occasionne en particulier des tensions vives avec le Syndicat de la magistrature.

## Première condamnation pour viol (1995)
En janvier 1995, Thierry Devé-Oglou, par la menace d'un couteau, force une femme à lui faire une fellation dans le RER D. Peu après, toujours dans la rame du RER, il s'emporte contre lui-même, propose à la victime de l'argent en dédommagement, ce qu'elle refuse, puis lui demande pardon avant de disparaître. Il déclarera avoir agi sous l'effet d'une pulsion,. Il est condamné en février 1996 par la cour d'assises de l'Oise à cinq ans de prison, dont deux avec sursis. Il est remis en liberté en février 1997. Cette affaire n'est pas particulièrement couverte par la presse à l'époque jusqu'à ce que, associée au meurtre d'Anne-Lorraine Schmitt 12 ans plus tard, elle fasse apparaître Thierry Devé-Oglou comme un criminel récidiviste.

## Meurtre d'Anne-Lorraine Schmitt (2007)

### Faits et enquête
Le 25 novembre 2007 en fin de matinée, Anne-Lorraine Schmitt est retrouvée seule et ensanglantée dans une rame du RER D, arrêtée à Creil, venant de Paris et allant vers Orry-la-Ville où elle vit chez ses parents. Elle décède peu après. Thierry Devé-Oglou, 43 ans, est retrouvé par les enquêteurs et identifié par des traces d'ADN de la victime. Après avoir nié, il reconnaît avoir essayé de la violer, profitant du fait que personne d'autre n'était dans la rame. Devant la résistance de Schmitt, il a paniqué et l'a poignardée à trente-quatre reprises. Il est lui-même blessé et explique d'abord aux enquêteurs avoir été agressé entre Louvres et Fosses, dans un RER du Val d'Oise ; l'enquête montrera que ces blessures lui ont été infligées par la jeune femme qui s'est énergiquement défendue.

### Contexte politique
Alors que le meurtre survient, l'Assemblée nationale examine un projet de loi contre la récidive, sous l'impulsion du président de la République Nicolas Sarkozy, qui en fera un des symboles de son quinquennat, et la supervision de Rachida Dati, garde des Sceaux. Le texte aborde notamment le sujet de la rétention de sûreté pour les individus jugés les plus dangereux. Ce contexte et l'émotion suscitée par l'affaire dans l'opinion publique amènent Nicolas Sarkozy à commenter spécifiquement le meurtre 4 jours plus tard pour démontrer la pertinence d'une peine de sûreté imposée aux individus à fort risque de récidive ; il qualifie le meurtrier de prédateur. Des sites d'extrême-droite s'emparent du meurtre pour dénoncer un délinquant immigré, perspective que le père d'Anne-Lorraine Schmitt, le colonel Philippe Schmitt, dénoncera avec fermeté. Philippe Schmitt s'engage parallèlement dans un combat pour contrôler les décisions du juge d'application des peines. L'ensemble de ces débats crée des tensions fortes avec l'avocat de Thierry Devé-Oglou qui appelle à ne pas faire de son client un bouc émissaire social,, mais aussi avec le syndicat de la magistrature qui dénonce un déséquilibre des forces et une menace sur l'indépendance de la justice, parlant de populisme pénal, et avec le monde de la médecine psychiatrique, qui voit dans l'évolution du droit la mise en place d'une condamnation par anticipation et lance en 2008 une pétition pour la dénoncer. Ces tensions vont pour certaines connaître des répercussions sur plusieurs années.
Pendant que l'Assemblée nationale débat de l'évolution de la rétention de sûreté en 2008, Philippe Schmitt, favorable à un durcissement des règles sur la récidive, contacte des parlementaires pour présenter ses arguments. Il se lie et milite avec Jean-Pierre Escarfail, père d'une fille violée et tuée par Guy Georges en 1991 et président de l'Association pour la protection contre les agressions et crimes sexuels (Apacs). Au printemps 2008, il se rapproche de l'Institut pour la justice, récemment créé, qui trouve en cette affaire un argument en faveur de ses propres propositions de réforme de la justice et qui sera, comme Philippe Schmitt et Jean-Pierre Escarfail, épinglé sur le « Mur des cons » au siège du syndicat de la magistrature en raison de leurs prises de positions. La présence de Philippe Schmitt et Jean-Pierre Escarfail sur le Mur des cons indignera l'opinion publique. Philippe Schmitt déposera, avec d'autres mais sans Jean-Pierre Escarfail, plainte contre le syndicat, et sera le seul à gagner. Il quittera l'IPJ en mars 2010, émettant plusieurs critiques sur son fonctionnement et sa gestion financière,.

### Procès
Le procès se déroule en décembre 2010, à la cour d'assises de Pontoise. Il est mené sous la présidence de Danièle Dionisi.
L'avocat général est Éric Maurel. Il soutient l'accusation. Il démontre que la victime a résisté à son agresseur. Aussi, lors de ses réquisitions, reprend-il un argument de défense de Devé-Oglou qui a répété à plusieurs reprises au cours des débats que l'agression de la victime avait été rapide, tout au plus cinq minutes. Éric Maurel interrompt alors son réquisitoire durant quatre minutes, dans un silence total, pour reprendre son propos en s'adressant à l'accusé : « je vous fais grâce de la dernière minute, monsieur Devé-Oglou, cette minute que vous n'avez pas laissée à Anne-Lorraine, cette minute durant laquelle vous avez plongé votre couteau dans l'aorte ». Il s'adresse encore au général Schmitt : « Vous pouvez être fier de votre fille. Elle est peut-être le meilleur soldat que vous ayez formé. Elle a résisté. Ne pas subir, telle est la devise que ses frères pourraient reprendre ». Demandant aux jurés et à la cour de fermer les yeux pour voir la victime dans son sang, au terme d'un bref réquisitoire de moins d'une heure, il réclame la réclusion criminelle à perpétuité avec une période de sûreté de 22 ans.

#### Anne-Lorraine Schmitt
Au moment des faits, Anne-Lorraine Schmitt a 23 ans. Elle vit entre Saint-Denis, son lieu de travail, et Orry-la-Ville, domicile de ses parents, au sein d'une famille catholique composée de ses parents, ses deux grands frères, ses deux sœurs et elle-même. Son père est colonel de l'armée, et sera plus tard nommé général. Ancienne guide au Mouvement des scouts et guides d'Europe, elle a étudié à la Maison d'éducation de la Légion d'honneur, à Saint-Denis, et y est revenue, après un parcours à Science-Po Lille, en tant que surveillante pour financer ses études de journalisme au Celsa pendant lesquelles elle effectue des stages à Valeurs Actuelles et à Radio Notre-Dame. Elle est décrite comme chaleureuse, brillante, joviale, croyante aux convictions fortes (opposition au mariage homosexuel, affirmation des valeurs chrétiennes de l'Europe), plaçant la religion au centre de sa vie, rigoriste.

#### Thierry Devé-Oglou
Thierry Devé-Oglou, 44 ans au moment des faits et 47 ans pendant le procès, a un frère cadet, Philippe, 43 ans, et une sœur, Catherine, avec laquelle il a un an de différence. Sa sœur décrit une famille aimante et une enfance heureuse. Pendant le procès, Devé-Oglou remercie sa famille pour son soutien.
Sa sœur, commerçante, se décrit très proche de lui. Il partage avec son frère un intérêt pour la plongée sous-marine et les voyages. Il voulait selon son frère devenir comédien, avait pris des cours d'art dramatique en 1995, mais les avait interrompus sans explication. Il est décrit comme gentil, serviable, généreux et hypersensible, ayant peu d'amis, discret, limité intellectuellement, surnommé "Forrest Gump" par ses collègues de travail. L'expertise psychiatrique diagnostiquera des troubles psychotiques de type dissociatif, occasionnant des crises qui l'empêchent de gérer ses affects.
Il vit avec son frère dans le pavillon familial à Louvres, en vase clos, avec ses deux parents, tous deux retraités de la RATP. Il n'a pas de vie sentimentale connue, et organise sa vie sexuelle autour de revues et films pornographiques. Dépensant jusqu'à 800 euros par mois pour se rendre auprès de prostituées, ce budget est jugé peu compatible avec son salaire de manutentionnaire chez un négociant en bois. Au procès, sa mère Annie Devé-Oglou, 79 ans, est interrogée par la présidente sur la situation que représente un fils « vivant chez vous comme un petit garçon, sans vie sentimentale ». Pour elle, le plus important était que ses enfants soient sous son toit et qu'elle puisse les aider. Elle admet également qu'elle se doutait que les sommes d'argent qu'elle versait régulièrement à son fils (200 à 2 000 euros) lui servaient à payer des prostituées.

#### Condamnation
Après trois jours de procès, Thierry Devé-Oglou est condamné le 15 décembre à la réclusion criminelle à perpétuité. Il ne fait pas appel. La famille se déclare satisfaite du verdict « dans la mesure où nous avons eu le maximum de ce qui est proposé par la loi », s'inquiétant cependant d'un appel qui n'aura pas lieu,,.

## Suites et événements liés
Le prix Anne-Lorraine Schmitt, créé en 2009, est décerné par l'Association des journalistes de défense et récompense de jeunes journalistes travaillant sur des sujets de défense et de sécurité globale,.
En 2018, Catherine Millet, dans un entretien à El País traduit par Le Point, évoque le crime, le comparant à l'agression de 1995 dont la victime était sortie vivante, et juge que la mort d'Anne-Lorraine Schmitt est due à sa résistance à l'agresseur, résistance motivée selon l'écrivaine par une logique religieuse rigide et inadaptée. Cette opinion vient après d'autres déclarations controversées de Millet sur le viol, et, dans le cadre des évènements MeToo, après avoir cosigné un texte sur le droit d'importuner, en opposition au mouvement appelant à une criminalisation renforcée des agresseurs sexuels. Cette prise de position déclenche des réactions indignées,,, et une réponse publique du père d’Anne-Lorraine Schmitt dans Valeurs Actuelles.
En 2019, Françoise Martres, en tant qu'ancienne présidente du Syndicat de la magistrature, est condamnée pour injure contre le père d'Anne-Lorraine Schmitt qui, dans le cadre de l'enquête sur la mort de sa fille, a vu son nom associé au « Mur des cons »,.

## Articles de presse
- « Le "monstre" du RER D aux assises » Article de Jean-Pierre Vergès publié le 12 décembre 2010 dans Le Journal du dimanche.
- « Meurtre du RER : le procès de la récidive » Article publié le 14 décembre 2010 dans La Dépêche du Midi.
- « L'horrible témoignage du meurtrier d'Anne-Lorraine » Article publié le 14 décembre 2010 dans Le Parisien.
- « RER D. Valérie Lefèvre se souvient » Article de Lucie Dancoing publié le 14 décembre 2010 dans Paris Match.
- « Une scène de crime horrible » Article publié le 14 décembre 2010 dans Le Dauphiné libéré.
- « Procès Anne-Lorraine Schmitt : une victime de l'accusé témoigne » Article publié le 14 décembre 2010 dans L'Obs.
- « Anne-Lorraine : le « flash » du violeur récidiviste » Article publié le 14 décembre 2010 dans Le Républicain lorrain.
- « La première victime de Thierry Devé-Oglou a "vu la mort en face" » Article publié le 14 décembre 2010 dans Libération.
- « Meurtrier du RER D: Perpétuité pour Thierry Devé-Oglou » Article publié le 15 décembre 2010 dans 20 minutes.
- « J'avais devant moi une bombe qui ne demandait qu'à exploser » Article de Patricia Jolly publié le 15 décembre 2010 dans Le Monde.
- « Le meurtrier d'Anne-Lorraine Schmitt ne fait pas appel » Article de Claudia Choquet publié le 15 décembre 2010 dans L'Express.
- « Peine maximale pour le meurtre d'une jeune fille dans le RER D » Article publié le 15 décembre 2010 dans Paris Normandie.
- « Crime du RER : la réclusion à perpétuité pour Devé-Oglou » Article publié le 16 décembre 2010 dans Ouest-France.
- « Thierry Devé-Oglou condamné à perpétuité, la famille soulagée » Article publié le 16 décembre 2010 dans France-Soir.
- « Le meurtrier d’Anne-Lorraine condamné à perpétuité avec 22 ans de sûreté » Article publié le 16 décembre 2010 dans Sud Ouest.
- « La perpétuité pour le meurtrier du RER D » Article publié le 16 décembre 2010 dans Charente libre.
- « Thierry Devé-Oglou, le meurtrier d'Anne-Lorraine Schmitt, ne fait pas appel » Article publié le 30 décembre 2010 dans Le Monde.
- « Meurtre d’Anne-Lorraine : la 1ère victime témoigne » Article publié dans Elle.